# La Neuveville-devant-Lépanges
La Neuveville-devant-Lépanges település Franciaországban, Vosges megyében. Lakosainak száma 502 fő (2022. január 1.). La Neuveville-devant-Lépanges Deycimont, Docelles, Faucompierre, Laveline-du-Houx és Lépanges-sur-Vologne községekkel határos.

## Népesség
A település népességének változása:
| Lakosok száma | 495  | 504  | 514  | 499  | 497  | 506  | 508  | 511  | 502  |
|               | 2013 | 2015 | 2016 | 2017 | 2018 | 2019 | 2020 | 2021 | 2022 |